# Hypericum lobocarpum
Hypericum lobocarpum är en johannesörtsväxtart som beskrevs av Gattinger. Hypericum lobocarpum ingår i släktet johannesörter, och familjen johannesörtsväxter. Inga underarter finns listade i Catalogue of Life.